# Cidaphus australis
Cidaphus australis là một loài tò vò trong họ Ichneumonidae.